# Eugenia macradenia
Eugenia macradenia är en myrtenväxtart som beskrevs av Ignatz Urban och Erik Leonard Ekman. Eugenia macradenia ingår i släktet Eugenia och familjen myrtenväxter. Inga underarter finns listade i Catalogue of Life.